# 大坪 (桃園市)
大坪（たいへい）は、台湾の桃園市龍潭区の南東部に位置する伝統的地名。現在の大平里の大部分と三林里南部の東側が範囲となる。
大坪地区は大漢渓左岸に位置する。大坪地区の南東部には、有名な石門ダムがある。

## 歴史
清朝末期から日本統治時代初期にかけて、大坪は街庄の一つであり、桃澗堡に属する「大坪庄」という地区であった。北隣は三坑仔庄、東隣は大漢渓を隔てて旧渓洲庄と新渓洲庄、南隣は蕃地と十寮庄、西隣は銅鑼圏庄と打鉄坑庄に接していた。
1901年11月、台湾全土に20庁が設置され、大坪庄は桃仔園庁に組み込まれた。桃仔園庁は1903年に桃園庁に改称。1909年10月、全20庁が12庁に再編されたが、大坪庄は桃園庁のまま維持された。1920年、台湾全12庁は5州2庁の再編に伴い大坪庄は大字の「大坪」に改制され、新竹州大渓郡龍潭庄に組み込まれた。大字の下には「大坪」「二坪」の小字があった。
第二次世界大戦後、龍潭庄は新竹県龍潭郷に組み込まれ、大字は村に改制された。1950年、新竹県は桃園県、新竹県、苗栗県に分割され、龍潭郷は桃園県の所管となった。2014年12月、桃園県は直轄市に昇格し、龍潭郷は大平里に改制、村は里に改制された。

## 観光スポット
- 石門水庫